# Покинуті міста
«Покинуті міста» — збірка поетичних творів українського письменника Анатолія Дністрового, написаних після 90-х. Збірка опублікована в 2004 році у видавництві Сергія Пантюка (Хмельницький), у поетичній серії «Зона Овідія».

## Анотація
"Покинуті міста" – п’ята поетична книга Анатолія Дністрового. Збірка об’єднала поетичний цикл «Перший автомобіль у Тернополі», поеми «Слово про життя людини», «Слово про життя людини ІІ», «Вічна катари».
На тлі попередніх збірок автора ("Проповідь до магми", "На смерть Кліо", "Спостереження", "Жовта імла") книга кардинально відрізняється і стилістично, і тематично. Панорамний епічний розмах верлібрів і поем формує цікаву ретроспективу минулого культури, соціуму, повсякденного. Дністровий грається з ретроурбанізмом та культурою пам’яттю, зокрема через відтворення речей і їх плину, через показ побуту та історичних подій на Західній Україні упродовж модерної історії. 
Поема "Вічні катари" - експериментальний метаісторичний каскад із різних історичних епох, упродовж яких вистояло "чисте християнство", сформульоване автором метафорою "вічних катарів".

## Іван Андрусяк про збірку "Покинуті міста"
|  | Це, як на мене, найкраща наразі його поетична книжка... Рецензуючи одну з попередніх Анатолієвих збірок, я вже завважував, що для його поетичної техніки верлібр природніший, органічніший – адже структурно текст поета зазвичай вибудовується з логічно виформулюваних ритмічних “блоків”, і силабо-тоніка нерідко мусить розламувати ці блоки по-живому на догоду лише канонові. Натомість у верлібрах – а “Покинуті міста” складаються виключно з них – ці “блоки” не каменіють, не відкладаються в мертву структуру, а навпаки – оживають, вібрують, накочуються, як хвилі, один за одним, подекуди й перекриваючи один одного. Саме так досягається дуже близький до гекзаметрового ефект розміреного – на подих – інтелектуального потоку, що присмачений холодною, подекуди навіть безжалісною інтонацією філософа, а водночас оживлений глибоко “спресованим” усередині логіки надсадним переживанням, без котрого був би текст, але не було би власне поезії. Відтак читати “Покинуті міста” – це ніби намотувати живі нерви на холодний стержень живої логіки. Друга симптоматична в контексті цієї книжки річ – арґументована спроба “реанімації” жанру поеми... Саме поеми складають основу книжки Анатолія Дністрового “Покинуті міста” – він розпрацьовує цей жанр уже на рівні соціопоетичному. І в поемах “гекзаметрова” природа його верлібру розкривається повною мірою, витворюючи своєрідну динаміку, якщо можна так сказати, “інтелектуальної епічності" (Іван Андрусяк. "Верлібр - це гекзаметр сьогодні")[джерело?] |

.

## Рецензія
Іван Андрусяк. Книжка про міста й людей (рец. на поетичну збірку «Покинуті міста»). Без цензури, 06.08.2004.
Іван Андрусяк. Верлібр - це гекзаметр сьогодні: https://web.archive.org/web/20110617080513/http://dyskurs.narod.ru/